# St. Georg (Heinrichsthal)

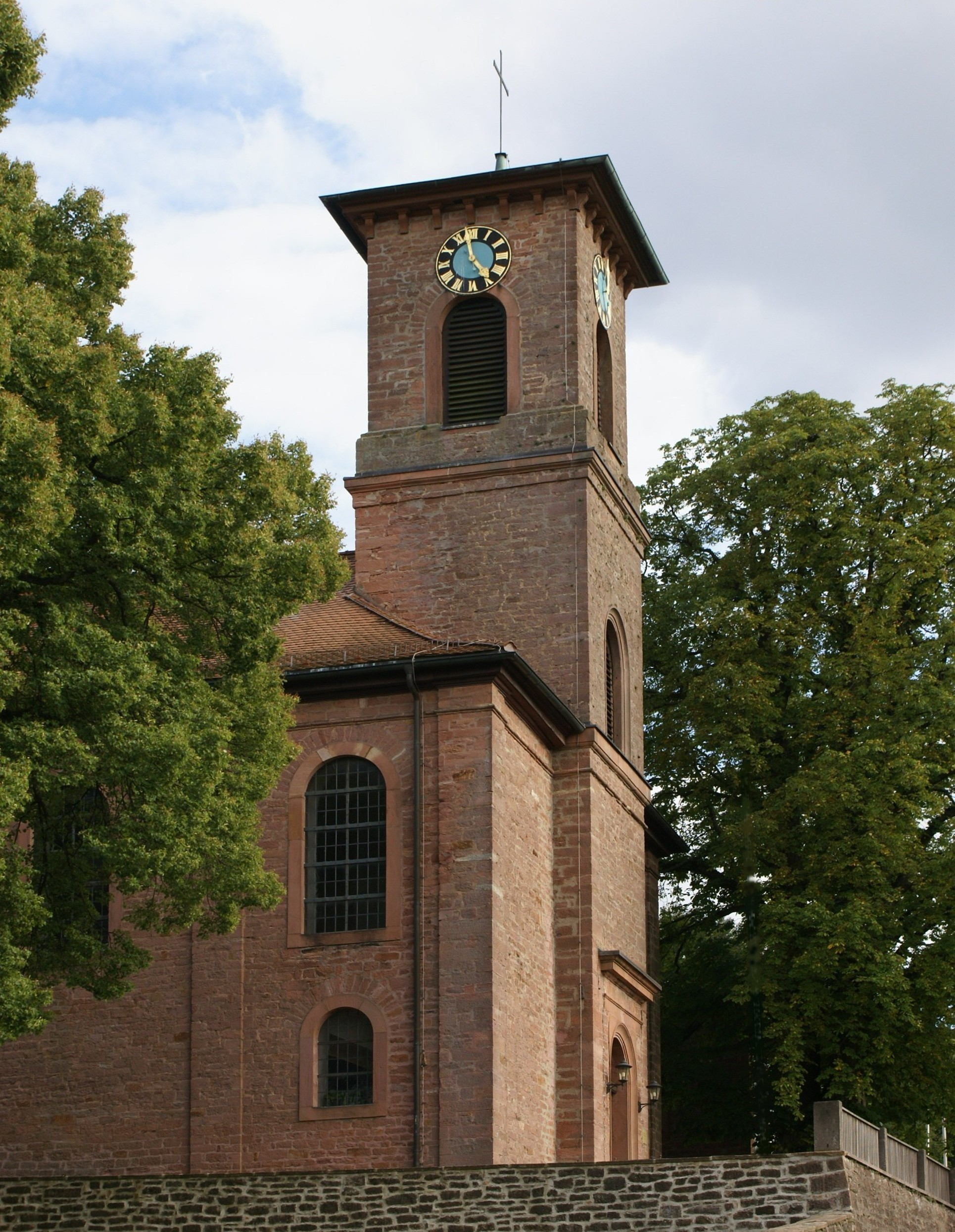
St. Georg (Heinrichsthal)

Die römisch-katholische, denkmalgeschützte Kuratiekirche St. Georg steht in Heinrichsthal, einer Gemeinde im Landkreis Aschaffenburg (Unterfranken, Bayern). Das Bauwerk ist unter der Denkmalnummer D-6-71-128-1 als Baudenkmal in der Bayerischen Denkmalliste eingetragen. Die Kuratie gehört zur Pfarreiengemeinschaft Hochspessart (Heigenbrücken) im Dekanat Aschaffenburg-Ost des Bistums Würzburg.

## Beschreibung
Die klassizistische Saalkirche wurde 1834 aus unverputzten Bruchsteinen gebaut. An ihr Langhaus schließt sich im Osten ein eingezogener, halbrund geschlossener Chor an. Der stark ins Langhaus eingestellte Kirchturm steht im Westen. Die Wände des mit einem Satteldach bedeckten Langhauses sind mit Lisenen gegliedert, zwischen denen sich Bogenfenster befinden. Das oberste Geschoss des Kirchturms beherbergt die Turmuhr und den Glockenstuhl. Die Innenräume von Langhaus und Chor sind mit Kassettendecken überspannt. Auf der Empore steht eine Orgel mit 16 Registern, zwei Manualen und einem Pedal, die 1952 von Michael Weise gebaut wurde.